# Raymond II van Rouergue
Raymond II van Rouergue (circa 904 - 961) was van 937 tot aan zijn dood graaf van Rouergue en Quercy. Hij behoorde tot het huis Rouergue.

## Levensloop
Raymond II was de oudste zoon van graaf Ermengard van Rouergue uit diens huwelijk met Adelheid. 
In 937 volgde hij zijn vader op als graaf van Rouergue. Onder zijn bewind verwierf Rouergue de suzereiniteit over naburige landerijen, met name Albi, Nîmes en Limousin. Hoewel de positie van zijn familie tijdens zijn leven begon te tanen, was Raymonds macht zodanig dat hij tot in het noorden van Auvergne landerijen kon besturen en een van de machtigste heersers van Aquitanië was.
Zijn testament gedateerd uit 961 is bewaard gebleven. Naast al zijn landerijen vermeldde hij hierin zeventien kastelen en een rocheta. Sommige kastelen werden geërfd door zijn echtgenote en zonen, anderen gingen naar de kerken van Albi en Cahors en naar verschillende abdijen. Raymond stierf later dat jaar, volgens de Liber miraculorum Sancte Fidis werd hij vermoord tijdens een pelgrimstocht naar Santiago de Compostella.
Raymond II was gehuwd met Bertha, dochter van markgraaf Boso van Toscane. Ze hadden zeker vier zonen: Raymond III (overleden rond 1008) — zijn opvolger als graaf van Rouergue — Hugo, Pons en Ermengol.